# Transfiguratiekathedraal (Abakan)
De Transfiguratiekathedraal (Russisch: Спасо-Преображенский собор) is een Russisch-orthodoxe kathedraal in de Russische stad Abakan.

## Geschiedenis
In 1994 werd een stuk grond toegewezen aan de Russisch-orthodoxe Kerk voor de bouw van een nieuwe kathedraal. De bouwwerkzaamheden lieten nog even op zich wachten wegens gebrek aan sponsors. Uiteindelijk meldde zich het grootste bedrijf van Chakassië, Sayan Aluminium, om als hoofdsponsor op te treden voor de te bouwen kathedraal. Op 27 mei 1999 werd door de bisschop met een zegening van de eerstesteenlegging de bouw van de kerk ingeluid. Op het feest van de Transfiguratie werd in 2001 de benedenkerk ingewijd ter ere van de nieuwe martelaren en belijders in Rusland. Enkele maanden later werd in de bovenkerk een kleine inzegeningsplechtigheid gevierd. Volledige wijding was nog niet mogelijk aangezien de iconostase nog niet voltooid was. Op 19 augustus 2005, toen het bisdom van Abakan 10 jaar bestond, werd de bovenkerk, de belangrijkste kerk van het gebouw, met vier bisschoppen alsnog plechtig ingezegend. Precies één jaar later werd de belangrijkste iconostase ingewijd.
De kathedraal is een klassiek Russisch kerkgebouw met zeven uivormige koepels, één op de apsis, één op de klokkentoren en vijf op de kerk zelf. De bovenkerk heeft een vijf geledingen tellende vergulde iconostase. De benedenkerk wordt voornamelijk gebruikt om te dopen. De toren van 49,2 meter hoog telt 12 klokken, de grootste klok weegt 5.760 kilo. De kathedraal biedt plaats aan 1.000 gelovigen.